# 와우두 마샤두
와우두 마샤두 다 시우바(포르투갈어: Waldo Machado da Silva; 1934년 9월 9일, 니테로이 ~ 2019년 2월 25일, 발렌시아 주 부르하소트)는 줄여서 와우두(포르투갈어: Waldo)로 알려진 브라질의 전 축구 선수로, 현역 시절 공격수로 활약했다.
그는 플루미넨시에서의 활약상으로 알려져 있는데, 그는 403 경기에 출전해 319골을 기록해 구단 역사상 최다 득점자로 이름을 남겼으며, 발렌시아에서도 인상적인 활약을 이어나갔다.

## 클럽 경력
와우두는 히우 지 자네이루 주 니테로이 출신이다. 1950년대 초에 마두에이라의 유소년부에 입단한 그는 1953년에 성인 무대 신고식을 치렀다.
1954년 4월 11일, 와우두는 플루미넨시로 이적하였고, 그가 득점왕에 오른 대회는 모두 우승으로 장식했다. 1957년 히우-상파울루 대회에서는 플루가 무패우승할 당시 주역으로 활약했다.
와우두는 1961년 7월 1일에 플루미넨시를 떠날 때 403번의 경기에서 무려 319골에 달하는 구단 역대 최다 득점 기록을 남겼다. 플루미넨시를 떠난 와우두는 라 리가의 발렌시아에 입단하였는데, 그는 플루미넨시와 발렌시아 간의 친선경기에서 포착되어, 같은 브라질 국적이자 29세에 교통 사고로 요절한 왈테르 마르시아누의 역할을 대신할 특명을 받았다.
와우두는 0-3으로 패한 사라고사와의 1961년 9월 3일 원정 경기에서 스페인 1부 리그 신고식을 치렀다. 그는 이어서 엿세 후의 3-0으로 이긴 오비에도와의 안방 경기에서 2골을 기록했다.
1961년 11월 19일, 와우두는 바르셀로나를 상대로 4골을 넣어 안방 경기 6-2 대승을 견인했고, 첫 해외무대 시즌을 30경기 출전 14골 기록으로 마무리했다. 1963년 6월 12일, 그는 디나모 자그레브와의 인터시티스 페어스컵 결승전에서 발렌시아의 동점골을 넣어 2-1 승리(합계 4-1 승리)에 일조했다.
와우두는 1966-67 시즌에 스페인 무대 진출 이래 최다인 24골을 기록하였고, 2-1로 이긴 코파 델 헤네랄리시모 결승전에 출전해 아틀레틱 빌바오와의 1967년 7월 2일 경기 승리에 일조했다. 그는 1970년까지 동지 소속으로 활약하며 294번의 공식 경기에서 157번 골망을 흔들었다.
1970년 여름, 와우두는 발렌시아 주 이웃 에르쿨레스에 합류하여 세군다 디비시온에서 한 시즌을 보내고 36세의 나이로 축구화를 벗었다.

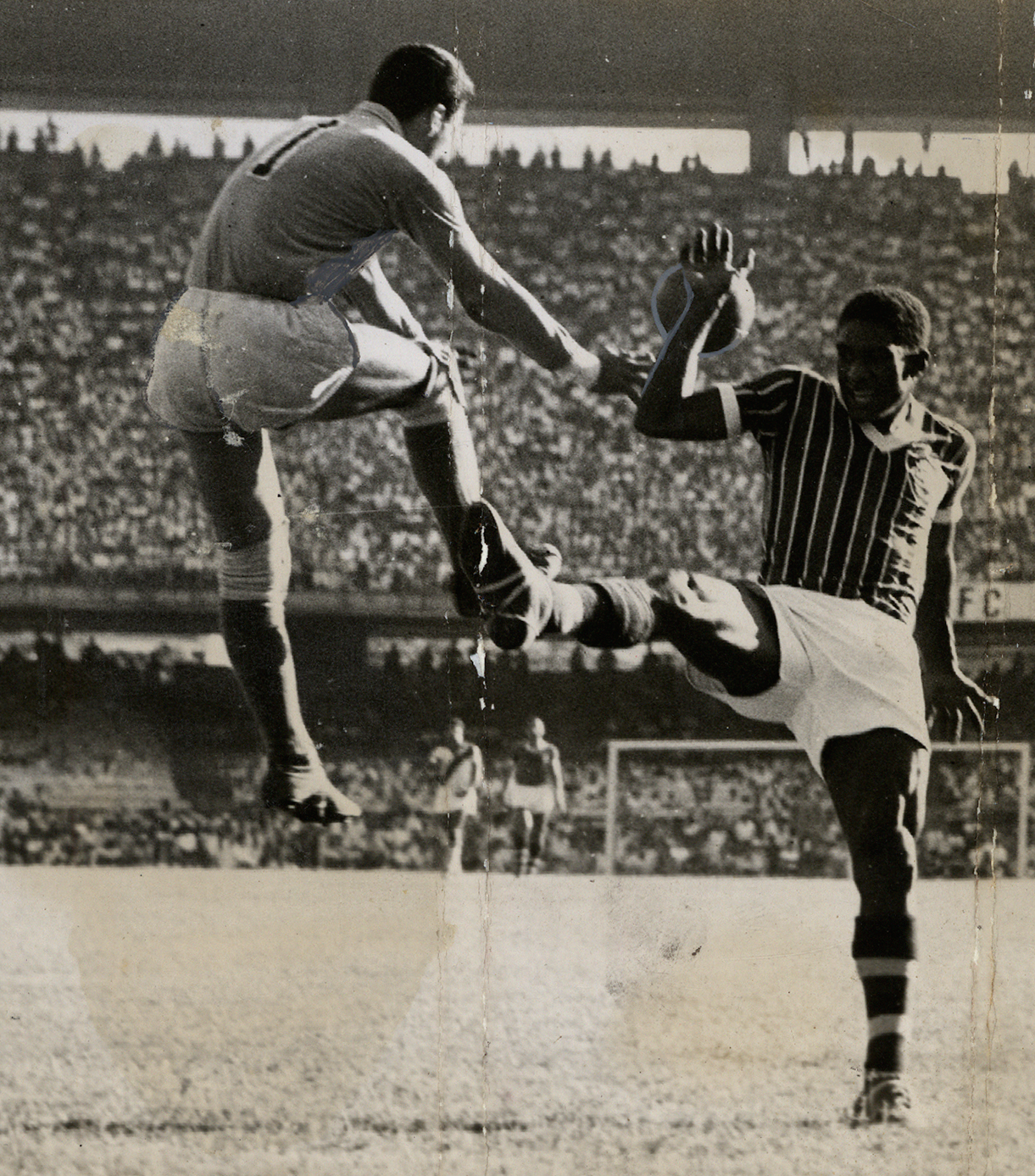
마라카낭의 와우두 (오른쪽)

## 국가대표팀 경력
와우두는 5차례 브라질 국가대표팀 경기에 출전하여 2골을 기록했는데, 그는 1960년 타사 두 아틀랑티쿠의 우승 주역이었다.

### 국가대표팀 득점 기록
아래의 점수에서 왼쪽의 점수가 브라질의 점수이다.
| #  | 날짜            | 경기장                           | 상대 | 점수 | 최종결과 | 대회                              |
| -- | --------------- | -------------------------------- | ---- | ---- | -------- | --------------------------------- |
| 1. | 1960년 6월 29일 | 브라질 히우 지 자네이루 마라카낭 | 칠레 | 3–0  | 4–0      | 수페르클라시코 데 라스 아메리카스 |
| 2. | 1960년 6월 29일 | 브라질 히우 지 자네이루 마라카낭 | 칠레 | 4–0  | 4–0      | 수페르클라시코 데 라스 아메리카스 |

## 사생활
와우두의 남동생 완델레이도 축구 선수로, 현역 시절에 공격수로 활약했다. 그는 현역 시절 대부분을 레반테와 말라가에서 보냈는데, 둘은 에르쿨레스에서 한배를 타기도 했다.

## 최후
2019년 2월 25일, 알츠하이머병과 5년 동안 투병하던 와우두는 향년 84세로 부르하소트에서 영면에 들었다.

## 수상

### 클럽
플루미넨시
- 캄페오나투 카리오카: 1959
- 히우-상파울루 대회: 1957, 1960

발렌시아
- 인터시티스 페어스컵: 1961–62, 1962–63
- 코파 델 헤네랄리시모: 1966–67

### 국가대표팀
브라질
- 타사 두 아틀랑티쿠: 1960[19]

### 개인
- 트로페오 피치치: 1966–67[20]